# Eugene Loring
Pour les articles homonymes, voir Loring.

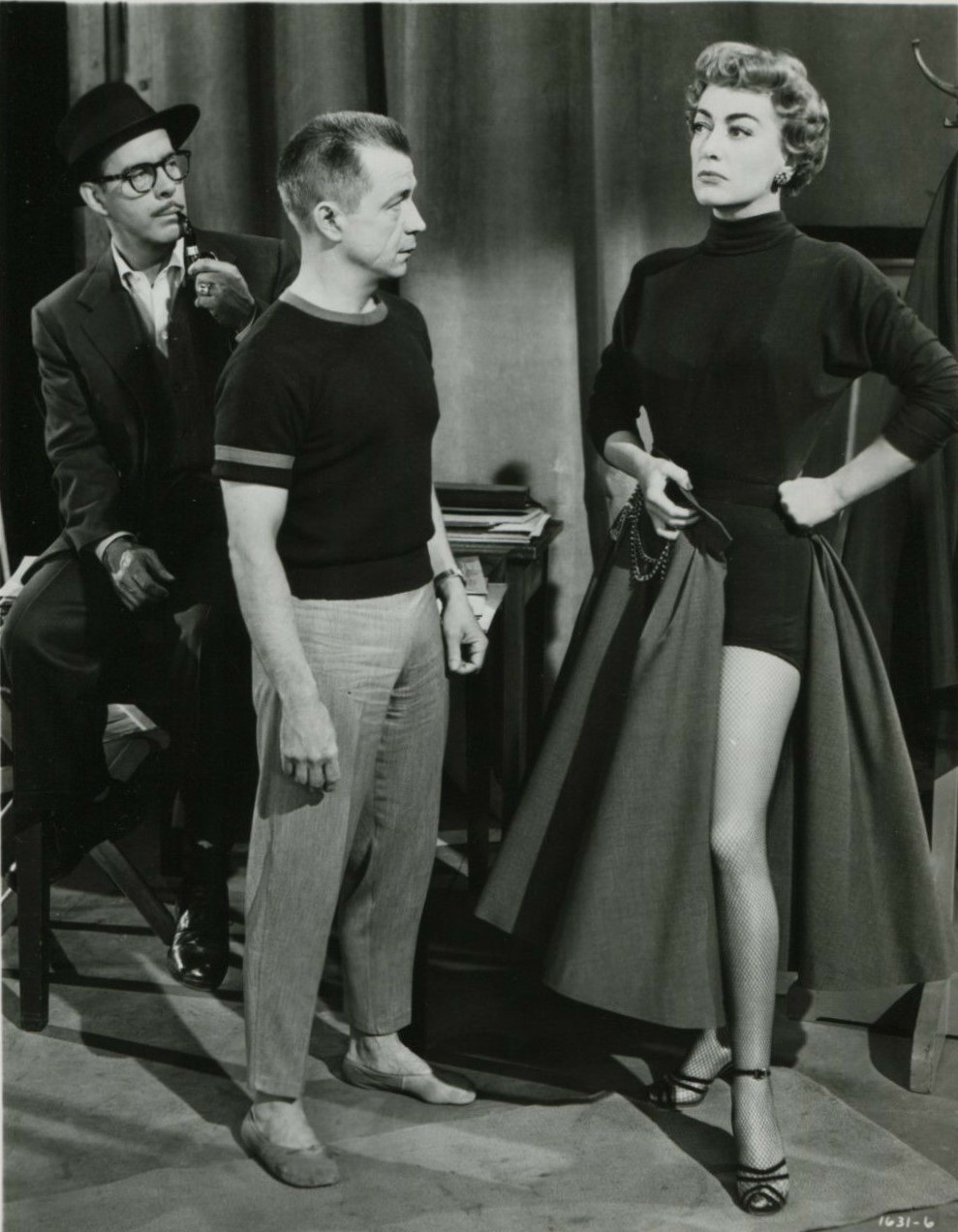
De g. à d. : Harry Morgan, Eugene Loring et
Joan Crawford, dans La Madone gitane (1953)

LeRoy Kerpestein, né le 2 août 1911 à Milwaukee (Wisconsin) et mort le 30 août 1982 à Kingston (État de New York), est un chorégraphe, danseur et acteur américain, connu sous le nom de scène d’Eugene Loring.

## Biographie
En 1934, Eugene Loring intègre la School of American Ballet de New York, créée par George Balanchine. L'année suivante (1935), il débute à Broadway comme danseur dans Alma Mater, ballet chorégraphié par le même George Balanchine.
Un de ses ballets notables, comme premier danseur et chorégraphe, est Billy the Kid, sur une musique d'Aaron Copland, créé à Chicago en 1938, repris à Broadway en 1939.
Ultérieurement à Broadway, citons deux comédies musicales comme chorégraphe, Carmen Jones (1943-1945), d'après Carmen de Georges Bizet, puis Silk Stockings (1955-1956, avec Don Ameche et Hildegarde Neff), sur une musique de Cole Porter. Ces deux productions sont ensuite adaptées au cinéma, respectivement en 1954 (Carmen Jones d'Otto Preminger) et 1957 (La Belle de Moscou de Rouben Mamoulian).
Pour le grand écran, Eugene Loring est chorégraphe sur une vingtaine de films américains — dont plusieurs musicaux —, les deux premiers étant Yolanda et le Voleur (1945, avec Fred Astaire et Lucille Bremer) et Ziegfeld Follies (1946, avec William Powell et Lucille Bremer), réalisés par Vincente Minnelli.
Le dernier film qu'il chorégraphie est la coproduction américano-mexicaine Pepe de George Sidney (avec Cantinflas dans le rôle-titre), sortie en 1960. Entretemps, mentionnons aussi La Scandaleuse Ingénue d'Henry Levin (1950, avec Robert Cummings et Joan Caulfield), Sabrina de Billy Wilder (1954, avec Audrey Hepburn et Humphrey Bogart) et Drôle de frimousse de Stanley Donen (1957, avec Audrey Hepburn et Fred Astaire).
Il est également chorégraphe sur quelques spectacles filmés pour la télévision, entre 1954 et 1969.
Par ailleurs, occasionnellement acteur, il joue dans une pièce à Broadway en 1941 (The Beautiful People de William Saroyan) et apparaît dans quatre films américains, dont Le Grand National de Clarence Brown (1944, avec Mickey Rooney et Elizabeth Taylor), Ziegfeld Follies précité (1946) et La Madone gitane de Charles Walters (1953, avec Joan Crawford et Michael Wilding).
Il est aussi l'inventeur, avec D. J. Canna, d'un système de notation du mouvement intitulé Kinesiography, paru en 1955.

## Théâtre à Broadway (intégrale)

### Danseur
- 1935 : Alma Mater, ballet, musique de Kay Swift, chorégraphie de George Balanchine
- 1939 : Billy the Kid, ballet, musique d'Aaron Copland (+ création à Chicago en 1938) (+ chorégraphe)
- 1939 : Filling Station, ballet, musique de Virgil Thomson
- 1939 : Pocahontas, ballet, musique d'Elliott Carter
- 1941 : Three Virgins and a Devil, ballet, musique adaptée des Danses et Airs anciens d'Ottorino Respighi, chorégraphie d'Agnes de Mille

### Chorégraphe
- 1939 : The Devil and Daniel Webster, opéra folklorique, musique de Douglas Moore, livret de Douglas Moore et Stephen Vincent Benét, d'après l'histoire éponyme de ce dernier, mise en scène de John Houseman, direction musicale Fritz Reiner et Lee Pattison
- 1942 : Billy the Kid, musique d'Aaron Copland, reprise par Michael Kidd de la chorégraphie originale d'Eugene Loring (+ producteur associé)
- 1943-1945 : Carmen Jones, comédie musicale, musique arrangée par Robert Russell Bennett, nouveaux lyrics et livret d'Oscar Hammerstein II, d'après l'opéra Carmen (musique de Georges Bizet, livret d'Henri Meilhac et Ludovic Halévy) et la nouvelle Carmen de Prosper Mérimée, costumes de Raoul Pène Du Bois
- 1952 : Three Wishes for Jamie, comédie musicale, musique et lyrics de Ralph Blane, livret de Charles O'Neal et Abe Burrows, orchestrations de Robert Russell Bennett
- 1952 : Buttrio Square, comédie musicale, musique d'Arthur Jones et Fred Stamer, lyrics de Gen Genovese, livret de Billy Gilbert et Gen Genovese (+ metteur en scène)
- 1955-1956 : Silk Stockings, comédie musicale, musique et lyrics de Cole Porter, livret de George S. Kaufman, Leueen McGrath et Abe Burrows, d'après l'histoire Ninotchka de Melchior Lengyel et son adaptation au cinéma en 1939 sous le même titre, costumes de Lucinda Ballard et Robert Mackintosh

### Acteur
- 1941 : The Beautiful People, pièce écrite, produite et mise en scène par William Saroyan : Owen Webster

## Filmographie partielle

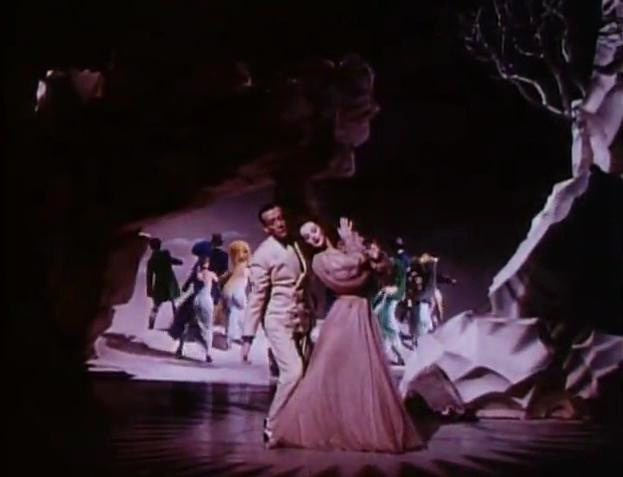
Yolanda et le Voleur (1945),
avec Fred Astaire et Lucille Bremer

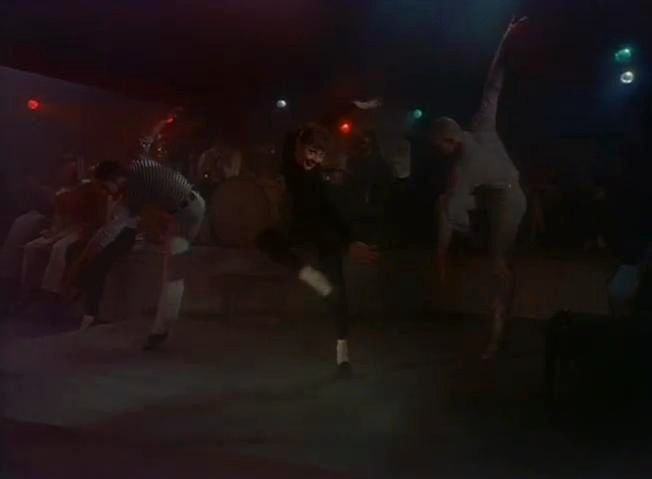
Drôle de frimousse (1957),
avec Audrey Hepburn

### Chorégraphe
- 1945 : Yolanda et le Voleur (Yolanda and the Thief) de Vincente Minnelli
- 1945 : Ziegfeld Follies de Vincente Minnelli (+ acteur : le marchand de quatre-saisons dans le numéro Limehouse Blues)
- 1947 : L'Exilé (The Exile'') de Max Ophüls
- 1947 : Sénorita Toréador (Fiesta) de Richard Thorpe
- 1947 : Vive monsieur le maire (The Inspector General) d'Henry Koster
- 1948 : Deux Nigauds toréadors (Mexican Hayride) de Charles Barton
- 1950 : La Scandaleuse Ingénue (The Pretty Girl) d'Henry Levin
- 1950 : Le Chant de la Louisiane (The Toast of New Orleans) de Norman Taurog
- 1953 : La Légende de l'épée magique (The Golden Blade) de Nathan Juran
- 1953 : Les 5 000 Doigts du Dr. T (The 5,000 Fingers of Dr. T) de Roy Rowland
- 1954 : Au fond de mon cœur (Deep in My Heart) de Stanley Donen
- 1954 : Sabrina de Billy Wilder
- 1954 : Une étoile est née (A Star Is Born) de George Cukor
- 1957 : La Belle de Moscou (Silk Stockings) de Rouben Mamoulian
- 1957 : Drôle de frimousse (Funny Face) de Stanley Donen
- 1960 : Pepe de George Sidney (film américano-mexicain)

### Acteur
- 1944 : Le Grand National (National Velvet) de Clarence Brown : Ivan Taski
- 1953 : La Madone gitane (Torch Song) de Charles Walters : Gene, le chorégraphe

## Note et référence
1. ↑  Ann Hutchinson Guest, Dance Notation, London, Dance Books, 1984, p. 96-98.